# 강선영 (군인)
강선영(姜善榮, 1966년 9월 24일~)은 대한민국의 전직 군인이자, 제22대 국회의원이다. 건군 사상 유일하게 존재하는 특전사 복무 경력이 존재하는  여군 장성급 장교 출신 인물이며 항공 병과 출신으로 제1전투항공여단 502항공대대장, 제11항공단장, 제60항공단장, 육군항공작전사령부 참모장, 육군항공학교장 등을 역임하고 2019년에 여군 최초로 소장 계급으로 진급하여 육군항공작전사령관을 지냈다. 대한민국 국군 창군 이래 최초의 여성 전투부대 사령관이자 여군 전투병과 최초의 소장 진급자이다. 또한 항공작전사령관 재임 당시 육군 항공 병과의 최선임자로서 항공병과장을 겸임하였다. 2021년 11월 항공작전사령관 직을 이임하고 전역하였다.

## 학력
- 서울명수대국민학교 졸업
- 중앙대학교사범대학부속중학교 졸업
- 중앙대학교사범대학부속고등학교 졸업
- 1989년: 숙명여자대학교 법정대학 행정학과 졸업
- 국방대학교 국방관리대학원 국방전략 석사
- 서울대학교 행정대학원 정책학 석사

## 경력
- 1990년: 여군사관 제35기 임관
- 1993년: 육군항공학교 입교(회전익 조종사 제95기 수석 졸업)
- 1995년: 특전사 제707특수임무대대 여군팀장
- 2009년: 제1전투항공여단 502항공대대장 취임
- 제11항공단장 취임
- 2015년 12월: 제60항공단장 취임
- 2017년 12월: 준장 진급[1](육군항공작전사령부 참모장 취임)
- 2019년: 육군항공학교장 취임
- 2019년 11월: 소장 진급(제23대 육군항공작전사령관 취임)
- 기타 여군의 최초 타이틀 다수 보유: 최초 정조종사, 특전사 최초 여성 장교 강하조장, 특전사 대대 최초 여성 팀장, 최초 항공대대장, 최초 항공단장(제11항공단) 등
- 숙명여대 안보학 석좌교수
- 2024년 1월 ~: 국민의힘 입당
- 2024년 3월~2024년 4월: 국민의미래 비례대표 국회의원 후보
- 2024년 3월~2024년 4월: 국민의미래 4·10 총선 중앙선거대책위원회 공동선대본부장
- 2024년 4월 10일 대한민국 제22대 국회의원 선거 당선(비례대표, 국민의미래, 초선)
- 2024년 6월~2024년 7월: 국민의힘 정책위원회 산하 시급한 민생 현안 해결을 위한 AI·반도체특별위원회 위원
- 2024년 6월~2024년 7월: 국민의힘 정책위원회 산하 시급한 민생 현안 해결을 위한 외교안특별위원회 간사
- 2024년 8월~2025년 6월: 국민의힘 사기 탄핵 공작 진사규명 태스크포스 위원
- 2024년 8월~: 국민의힘 국가안보위원회 위원장
- 2024년 8월~2024년 12월: 국민의힘 원내부대표
- 2025년 5월~2025년 6월: 제21대 대통령 선거 국민의힘 김문수 대통령 후보 직속 총괄특보단 국방특보단장
- 2025년 5월~2025년 6월: 제21대 대통령 선거 국민의힘 김문수 대통령 후보 전략기획위원회 공동본부장
- 2025년 6월~: 국민의힘 원내부대표

### 의정 활동
- 2024. 5.~ 제22대 국회의원(비례대표, 국민의힘)
  - 2024. 6.~ 제22대 국회 전반기 국방위원회 위원
    - 제22대 국회 전반기 국방위원회 예산결산심사소위원회 위원
    - 제22대 국회 전반기 국방위원회 청원심사소위원회 위원

  - 2024. 7.~ 22대 국회 전반기 정각회 간사
  - 국회 글로벌외교안보포럼 구성의원
  - 국회 AI와 우리의 미래 구성의원
  - 2024. 12.~2025. 2. 윤석열정부의 비상계엄 선포를 통한 내란 진상규명 국정조사 특별위원회 위원
  - 2025. 7.~ 제22대 국회 전반기 국회운영위원회 위원
    - 제22대 국회 전반기 국회운영위원회 예산결산심사소위원회 위원

## 역대 선거 결과
| 실시년도 | 선거   | 대수 | 직책     | 선거구   | 정당       | 득표수       | 득표율          | 순위         | 당락 | 비고 |
| -------- | ------ | ---- | -------- | -------- | ---------- | ------------ | --------------- | ------------ | ---- | ---- |
| 2024년   | 총선   | 22대 | 국회의원 | 비례대표 | 국민의미래 | 10,395,264표 | \| \| 36.67% \| | 비례대표 5번 |      | 초선 |
|          | 36.67% |      |          |          |            |              |                 |              |      |      |

## 소속 정당
| 소속 정당 | 소속 정당  | 소속 기간 | 비고      |
| --------- | ---------- | --------- | --------- |
|           | 국민의힘   | 2024      | 정계 입문 |
|           | 무소속     | 2024      | 탈당      |
|           | 국민의미래 | 2024      | 입당      |
|           | 국민의힘   | 2024~현재 | 합당      |

## 같이 보기
- 대한민국 제22대 국회의원 선거 국민의미래 후보 목록#비례대표